# Éloyse Lesueur-Aymonin
Éloyse Lesueur-Aymonin (* 15. Juli 1988 in Créteil als Éloyse Lesueur) ist eine französische Weitspringerin und Dreispringerin.

## Karriere
Éloyse Lesueur-Aymonin gewann bei den Jugendweltmeisterschaften 2005 in Marrakesch mit 6,28 m die Silbermedaille im Weitsprung und wurde in 11,69 s Siebte im 100-Meter-Lauf. 2006 startete sie bei den Juniorenweltmeisterschaften in Peking im Siebenkampf, konnte den Wettkampf aber nicht beenden. Bei den Junioreneuropameisterschaften 2007 in Hengelo wurde sie mit 6,34 m Zweite im Weitsprung. Bei den Hallenweltmeisterschaften 2008 in Valencia wurde sie mit 6,60 m Vierte. 2009 bei den U23-Europameisterschaften in Kaunas wurde sie mit 6,72 m Dritte und bei den Weltmeisterschaften in Berlin schied sie mit 6,40 m in der Qualifikation aus. Bei der Team-Europameisterschaft 2010 in Bergen gewann Lesueur-Aymonin die Weitsprungkonkurrenz mit neuer persönlicher Bestleistung von 6,78 m. Bei den Europameisterschaften in Barcelona stand sie zwar im französischen Aufgebot, startete aber nicht. 2011 bei den Halleneuropameisterschaften in Paris wurde sie mit 6,59 m Vierte. Im Jahr darauf gewann sie mit 6,81 m den Titel bei den Europameisterschaften in Helsinki. Bei den Olympischen Spielen 2012 in London belegte sie mit 6,67 m den achten Platz. Im März 2013 gewann sie bei den Halleneuropameisterschaften 2013 im schwedischen Göteborg die Silbermedaille im Weitsprung.
2015 und 2016 konnte sie wegen zahlreicher Verletzungen an sehr wenigen Wettkämpfen Teilnehmen. Sie qualifizierte sich zwar für die Weltmeisterschaften 2015 in Peking, musste aber ohne einen gültigen Versuch aufgeben. 2017 konzentriert sie sich vermehrt auf den Dreisprung und qualifizierte sich im Mai für die Weltmeisterschaften in London im August.
Bei den Hallenweltmeisterschaften 2014 in Sopot (Polen) gewann sie den Titel im Weitsprung.
Lesueur-Aymonin wurde von 2010 bis 2013 viermal in Folge französische Meisterin im Weitsprung. Die 1,79 m große Athletin startet für Saint Denis Emotion.

## Persönliche Bestleistungen
- 100 m: 11,57 s, 13. Juli 2005, Marrakesch
  - 60 m (Halle): 7,34 s, 25. Februar 2012, Aubière
- Weitsprung: 6,91 m, 18. September 2011, Nizza
  - Weitsprung (Halle): 6,90 m, 2. März 2013, Göteborg
- Dreisprung: 14,10 m, 21. Mai 2017, Dijon
  - Dreisprung (Halle): 13,49 m, 7. Januar 2017, Aubière
- Siebenkampf: 5320 Punkte, 24. Juni 2006, Val-de-Reuil